# Прикладная оптика
Прикладная оптика — термин, используемый для обозначения инженерно-технической тематики, посвящённой непосредственной материализации положений физической (теоретической) оптики.
Предметом прикладной оптики является разработка теории, конструирование и практическое применение оптических приборов с учётом положений Теоретической оптики, но своим языком и с использованием собственной, основанной на энергетических характеристиках поля системы понятий.

## Создание и расчёт оптических приборов
Создание и расчёт оптических приборов включают в себя:
- обоснование оптической схемы прибора.
- выбор из имеющейся элементной базы конкретных элементов (линз, зеркал, и т. п., создаваемых из определённых материалов, источников излучения и его приёмников и т. п.)
- расчёт ошибок (в том числе ошибок изготовления и сборки).[1]

## Фотометрия
Общая для всех разделов прикладной оптики научная дисциплина, на основании которой производятся количественные измерения энергетических характеристик поля излучения. Реализация положений Фотометрии осуществляется инженерной дисциплиной — Светотехникой,.
Неотъемлемой частью расчёта оптических приборов является энергетический расчёт, проводимый с учётом чувствительности приёмника излучения. Именно такой расчёт определяет возможности прибора для решения поставленной перед его использованием задачи.
В физической оптике интенсивность поля электромагнитного излучения определяется квадратом модуля вектора напряженности электромагнитного поля и характеризуется плотностью поля (нем. Energiedichte)
В оптическом диапазоне спектра частоты электромагнитных колебаний настолько высоки, что непосредственное измерение модуля этого вектора невозможно  (в отличие от измеряемых частот радиоволн). Современными техническими средствами обеспечивается лишь усреднённое значение этой величины в интервале времени, характеризующемся инерционностью приёмника излучения.
Эффекты взаимодействия излучения с веществом, в том числе и с приёмником излучения, лежащие в основе выработке несущего информацию сигнала, определяются именно поглощённой энергией излучения, а не напряжённостью электромагнитного поля.
Переход на использование в теоретической оптике энергетических характеристик поля привёл бы к нелинейности уравнений, что лишило бы оснований использование принципа суперпозиции, как базового принципа, позволяющего объяснить многие оптические явления.
Наконец, уравнения Максвелла, позволяющие вычислить значения Е, не содержат в явном виде фотометрических характеристик ни поля излучения, ни характеристик прибора, и потому современная теория оптических приборов не использует математического аппарата теории Максвелла во всей полноте.
Будучи ориентированной на производство, теория оптических приборов продолжает базироваться на использовании геометрической оптики и закона сохранения энергии.
Существует официально признанная совокупность терминов, описывающих энергетические характеристики поля излучения.